# 大新街道
大新街道，是中华人民共和国广东省广州市越秀区一个已撤销的街道办事处，以辖区内大新路而得名。
2012年，下辖14个社区。2013年2月8日，广州市人民政府批复同意撤销大新街道，将其所辖的庆福里、象牙北、魁巷3个社区居委会划归光塔街道办事处管辖，石将军、大德中、大新中、南华园、玉带濠、濠畔中、三府前、和宁里、大新西、状元坊、一德西11个社区居委会划归人民街道办事处管辖。